# Isomorfisme de grups
En àlgebra abstracta, un isomorfisme de grups és una funció matemàtica entre dos grups que identifica cada element del primer grup amb un element diferent del segon grup tot preservant les operacions. Si dos grups es poden relacionar mitjançant un isomorfisme es diu que són isomorfs. Les propietats d'un grup es poden traslladar directament a través d'un isomorfisme. Per això, des del punt de vista de la teoria de grups, els grups isomorfs es consideren la mateixa cosa, perquè tenen idèntiques propietats. Aquesta és la noció genèrica d'isomorfisme usada quan es treballa amb grups.
Formalment, es diu que un grup G amb l'operació *, i un grup H amb l'operació ∇, són isomorfs
si existeix una aplicació bijectiva f : G → H que és homomorfisme de grups, és a dir, que preserva les operacions de grup. Això vol dir que per a dos elements g, g′ qualssevol de G se satisfà que
f(g * g′) = f(g) ∇ f(g′).
Aquesta aplicació f es diu que és un isomorfisme de grups. Normalment s'escriu (G, *) ≅ (H, ∇) o directament G ≅ H per a denotar que existeix algun isomorfisme entre G i H (és a dir, que són isomorfs). Un isomorfisme d'un grup en si mateix s'anomena automorfisme.
Que dos grups siguin isomorfs vol dir que, en essència, que si abstreim la notació dels seus elements i l'operació, tenen la mateixa estructura, la mateixa taula de l'operació. Aquesta noció forma una relació d'equivalència que preserva la majoria de nocions de la teoria de grups com ara les propietats d'ésser grup abelià, grup cíclic, l'ordre dels elements, etc.
Des del punt de vista de la teoria de categories, com el seu propi nom indica, els isomorfismes de grups són els isomorfismes de la categoria dels grups. Segons la definició donada pot semblar que només es correspon amb la noció de morfisme invertible, però de fet tot isomorfisme de grups f : G → H té la propietat que el morfisme invers f-1 : H → G és també un (iso)morfisme. En efecte, és evident que tot morfisme envia l'element neutre de G a l'element neutre de H. Per tant, si x és un element de G, f(x-1) = (f(x))-1, on per x-1 designem l'element simètric de x respecte de l'operació del grup. Més generalment enviarà potències enèsimes de x a potències enèsimes de f(x).

## Exemple
Si X és el grup format pels nombres reals positius amb el producte i Y és el grup format pels nombres reals amb la suma, el logaritme ln: X → Y és un isomorfisme, perquè ln(ab) = ln(a) + ln(b) i cada nombre real és el logaritme d'un únic nombre real positiu.